# 347

## Nașteri
- 11 ianuarie: Teodosiu I, împărat roman, din 379 (d. 395)